# Преије (Асти)
Преије је насеље у Италији у округу Асти, региону Пијемонт.
Према процени из 2011. у насељу је живело 63 становника. Насеље се налази на надморској висини од 231 м.